# Garcinia griffithii
Garcinia griffithii är en tvåhjärtbladig växtart som beskrevs av T. Anders.. Garcinia griffithii ingår i släktet Garcinia och familjen Clusiaceae. Inga underarter finns listade i Catalogue of Life.